# 大衆小説
大衆小説（たいしゅうしょうせつ）、大衆文学（たいしゅうぶんがく）は、純文学に対して「芸術性」よりも通俗的で「娯楽性」に重きを置いている小説の総称で、時代物（現代物は通俗小説という）を指す。ただし、時代や論者によって、便宜上その語が意味するものが異なり、双方の区別なく「大衆文学」「大衆小説」と呼ばれることも多い。さらに今日では推理小説（探偵小説）やSF小説などを含めることも多く、その意味では「娯楽小説」「エンターテインメント小説」も同義語である。なお、純文学と大衆文学は必ずしも対極に位置するものと定義されているわけではなく、両立可能であるとする説もある。

## 日本の大衆小説

### 時代背景
江戸時代からの戯作者たちは、維新後には仮名垣魯文が欧化の時流に乗った『西洋道中膝栗毛』『安愚楽鍋』、梅亭金鵞が『西洋新話』『万国百物語』などを書いたが、戯作は次第に時勢から敬遠されるようになる。彼らはこの頃創刊された〈小新聞〉と呼ばれる大衆向けの新聞社に入って「つづきもの」と呼ばれる戯作調の連載読物を執筆し、久保田彦作『鳥追阿松海上新話』（1878年）や、「夜嵐おきぬ」「高橋お伝」などの実録毒婦もの、幕末の事件、侠客や役者を題材にした作品が人気となる。この頃は他に柳水亭種清、為永春江など幕府時代からの作者に、久保田など魯文他の門下や、新聞記者からの転身など新しい作者も生まれ、『芳譚雑誌』に拠した。自由民権運動が盛んになる1882年頃には政府の欧化抑制と世相の保守化に合わせ、戯作も勧善懲悪の傾向に回帰し、また活版印刷の普及により、曲亭馬琴、山東京伝、式亭三馬、柳亭種彦、為永春水らの作品が復刻された。
1885年の坪内逍遙『小説神髄』において、勧善懲悪的な物語の否定と、「小説の主脳は人情なり、世態風俗これに次ぐ」という写実主義的な文学傾向が生まれたが、これへの反発から、硯友社では娯楽性、戯作的傾向を求めて、尾崎紅葉らによる「金色夜叉」（1897年）などが書かれ、硯友社は紅葉の死とともに解体するが、後の大衆小説の原型となる人情小説・風俗小説の流れが生まれた。また明治30年代以来、菊池幽芳や小杉天外などの家庭小説が新聞小説として多く書かれた。
戯作文学の流れを汲む「髷物」も明治初めから書かれており、撥鬢小説と呼ばれた村上浪六や、宮崎三昧、前田曙山、行友李風らの作家がいた。また講談の流れの上に、三遊亭円朝などによる速記講談、立川文庫などの書き講談、講談倶楽部による新講談などが人気を博し、1919年（大正8年）には堺利彦や白柳秀湖らによって講談による大衆の思想善導を目指す、講談の改造運動が始まり、『改造』誌上では「新時代に適応すべき、形式上および思想上の改造講談」とする社会講談が提唱された。さらに娯楽雑誌『日本一』では1920年に「講談革命号」を発行し、ここで「民衆文芸」の呼び名を使っている。
1883年（明治16年）に板垣退助が渡欧した際にユーゴーに会い、自由民権思想の普及のために自作を含めて政治小説を読ませることを説かれ、板垣はたくさんの小説を持ち帰った。これらの西洋の小説は翻訳、翻案されて、森田思軒「瞽使者」（1887年、ジュール・ヴェルヌ）、「塚原渋柿園「マンチェスターの叛乱」（1887年）や、黒岩涙香による「鉄仮面」（1892年）「巌窟王」（1901年）などが広く読まれた。また矢野龍渓による政治小説「経国美談」（1883-84年）、冒険小説「浮城物語」（1890年）の影響を受けて、押川春浪「海底軍艦」（1900年）など多くの冒険小説が書かれて青少年が熱中した。明治末から大正始めにかけては、『中央公論』の「説苑」欄で、松崎天民、田中貢太郎、村松梢風、大泉黒石などの実録情話ものが人気となった。

### 大衆文学の勃興
1913年（大正2年）には中里介山が『都新聞』に『大菩薩峠』の連載を始め、ニヒルな主人公机竜之助など、従来の時代ものにはなかった独創性で1921年頃から爆発的な人気を獲得する。関東大震災の前後からはマスメディアの発達により、『キング』『週刊朝日』といった大衆雑誌が創刊されて人気を集めるなど、雑誌、新聞に連載する小説が求められるようになり、大佛次郎、吉川英治、直木三十五など多くの大衆作家が登場する。
1924年（大正13年）に菊池寛は創作小説と講談の中間である「読物文芸」を提唱し、長谷川伸らの作品による「読物文芸叢書」を発刊する。またこの年から白井喬二が『富士に立つ影』連載を始め、これらの作品はマスコミから「大衆文芸」と呼ばれるようになる。白井は翌1925年に大衆作家による二十一日会を結成し、同人による月刊雑誌『大衆文芸』を1926年1月から翌年7月までを発行した。この二十一日会には小酒井不木、江戸川乱歩など探偵小説の作家も加わっていた。
一方で大正中期に新聞、婦人雑誌、娯楽雑誌などの大量出版物に掲載された現代ものの小説も、文芸雑誌に掲載される純文学作品とは作者、読者とも大きく分かれ、「通俗小説」と呼ばれた。1918年に久米正雄『螢草』、1920年に菊池寛『真珠夫人』などの新聞小説が書かれて大衆の支持を受け、続いて純文学出身の中村武羅夫、久米正雄、加藤武雄や、吉屋信子、小島政二郎などの通俗作家が輩出した。純文学のゆきづまりの一方で、プラトン社の『女性』や『苦楽』は文学と大衆の接点を意識した作りになり、雑誌『日本一』誌で性欲文学が特集されたり、『国粋』誌でも三上於菟吉など大衆性を意識した作家が寄稿していた。
また久米正雄の「『戦争と平和』も『罪と罰』も『ポヴアリイ夫人』も高級は高級だが要するに偉大な通俗小説だ」 （久米正雄『私小説と心境小説』1925年1月）という言葉のように、トルストイやドストエフスキーも純文学系の作家達からは通俗小説と同種のものと見なされていた。大正末から昭和初期にかけては、純文学系の佐藤春夫、山本有三、広津和郎、岸田國士らが新聞小説を執筆するようになった。
1927年には平凡社が円本『現代大衆文学全集』を出版開始し、白井も企画の中心として参加し、第1回配本の白井喬二「新撰組」は初版だけで33万部というヒットとなった。白井の大衆文学観は、「ひろく一般民衆へ解放された文学」であり、「娯楽文芸」とは異なり、「「文芸至上主義」と合致する「本格文学」の境地」を目指す意識により、「決して通俗文学ではない」（「正道大衆文学観」）というものだった。

### 大衆文学の拡がり

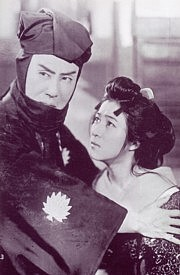
『鞍馬天狗』は幾度も映画化された。（嵐寛寿郎主演『鞍馬天狗 龍攘虎搏の巻』（1938,日活））

吉川英治は昭和になると『宮本武蔵』『三国志』『梅里先生行状記』など、時代に順応しながら、西洋ロマンの方法と日本的な英雄崇拝や義理人情の表現で、国民文学と言われるほどの流行作家となる。またシャーロック・ホームズに発想を得た岡本綺堂『半七捕物帳』や、野村胡堂『銭形平次捕物控』などの捕物帳もの、獅子文六の『悦ちゃん』などのユーモア小説、直木三十五『南国太平記』、大佛次郎『鞍馬天狗』、林不忘『丹下左膳』などの人気作品が生まれた。
それまでの大衆文芸、大衆文学は、時代小説、いわゆるチャンバラ小説を指し、通俗小説はこれには含めなかった。昭和初期になると、三上於菟吉や牧逸馬のように、時代ものと現代ものの両方を書く作家も増え、時代小説に加えて、通俗文学などの現代物、探偵小説、科学小説、ユーモア小説、股旅小説、実録小説なども大衆小説の範疇となっていく。
通俗小説に新境地を見出した菊池寛は『文芸春秋』創刊などを通じて、文壇の大御所として後生の育成に努めることにより、大衆小説はその全盛期を迎える。その影響は広く、「文学の大衆化」を掲げたプロレタリア文学の陣営も、大衆小説の存在を強く意識し、徳永直や貴司山治らは、「プロレタリア大衆小説」の創造を提唱した。
『新青年』誌を中心に江戸川乱歩や小栗虫太郎、橘外男らの探偵小説が興隆し、国枝史郎『神州纐纈城』のなどの伝奇小説、海野十三の科学小説、『ドグラ・マグラ』の夢野久作や久生十蘭といった異端作家とともに、江戸時代以来泉鏡花などに受け継がれていた怪奇幻想趣味が復活させられた。1930年前後には龍胆寺雄ら新興芸術派の作品が、当時の昭和モダンやエロ・グロ・ナンセンスにまつわる「風俗的感受性」を表現していた。
1931年からは白井喬二、江戸川乱歩、吉川英治らの全集が刊行されて大衆文学が文壇においても注目されるようになり、谷崎潤一郎が『新青年』に「武州公秘話」を連載、『中央公論』で長谷川伸「一本刀土俵入」を掲載、婦人雑誌の連載を始めた横光利一は「小説家というものは芸術家であるよりない方がいい」（『作品』1931年2月号「詩と小説」）とのちの「純粋小説論」にも繋がっていく立場を表すなど、純文学作家の大衆的傾向への接近も現れ、大衆文学の興隆とともに、純文学の危機論、文芸復興といった運動にも繋がっていく。1931年には文壇内でも、丹羽文雄のマダムものや、舟橋聖一などの官能的な風俗小説、社会的リアリズム作家と言われる石川達三なども流行作家としての地位を築いた。
戦後の時代小説は封建的モラルを否定される中で、山手樹一郎の明朗小説、邦枝完二の芸道ものなどが書かれ、続いて捕物帳がブームとなり、昭和30年代には柴田錬三郎『眠狂四郎』、五味康祐『柳生武芸帳』など、新しい剣豪小説が人気となる。一方で加賀騒動を大槻伝蔵の視点から描く村上元三『加賀騒動』（1952年）、伊達騒動における原田甲斐を描く山本周五郎『樅ノ木は残った』（1954年）など、従来の悪玉・善玉像を一変させる新しい歴史像を打ち出すとともに、政治的な世界における人間像を描く作品が現れ、大井廣介は『樅ノ木は残った』を「刀をふりまわすヒロイズムをはじめて本質的に否定した長篇」と評している。戦後の価値観の転換はまた、吉屋信子らの貞操小説から「肉体」を思想とする田村泰次郎や舟橋聖一らを経て「姦通」や「よろめき」に関心を移していき、佐々木邦などん小市民的ユーモア小説は、源氏鶏太や中村武志のサラリーマン小説や、石坂洋次郎らの青春小説へと移行していく。1950年から長期連載された大河小説、山岡荘八『徳川家康』は、それまでの家康像を覆すだけでなく、経営者やサラリーマンの処世哲学として広く読まれるようになった。

### 大衆小説の位置付け
「大衆」文学という語の初出は、博文館発行の『講談雑誌』（1924年春の号）に使われた、「見よ、大衆文学のこの偉観」という惹句とされている。この当時は、探偵小説、恋愛通俗小説はまだ「大衆小説」とは呼ばれておらず、主として「高等講談」と呼ばれた時代小説、歴史小説を指していた。この造語により、それまで人情小説・風俗小説と呼ばれていたジャンルが、大衆小説として統合されることになった。1935年頃からは通俗小説は大衆小説と一括りのものとなる。
一般に大衆小説の作家やその作品は、同時代の純文学作家とその作品に比べ、不当に低く評価されがちである。しかし、大衆小説の持つ大衆小説ゆえの文学性が、同時代、あるいは後代の文学者に評価される例も、決して少なくはない。
大衆文学の作家は、保守的な義理人情に加えて、大佛次郎は『赤穂浪士」では昭和初期のニヒリズムを、吉川英治『宮本武蔵』では禅の説教を取り入れて読者を惹きつけた。大佛次郎は戦後には『帰郷』のように、類型的な人物像やロマンとしての面白さの枠組みによる通俗小説の中に、日本文化論を盛り込んで芸術的に高めようとしてきて評価された。
昭和後期以降は、自ら積極的に大衆小説作家を名乗る作家は多くない。しかし、それは大衆小説の衰亡を意味するのではない。時代小説や風俗小説を手掛ける作家自体は、現代でも数多く存在するし、探偵小説は推理小説（ミステリ）、科学小説はSFに名前を変えてジャンルを存続させている。これらは現代ではエンターテインメント作品、あるいは個々のジャンルで括られることのほうが多い。嗜好の多様化によりかつての大衆像は崩壊しており、幅広い大衆に向けて読み捨て的な娯楽性のみを追及するといった意味での大衆小説という分類は失われているが、かつての大衆小説のうち、時代経過に耐える質の高いものは現在でも広く読まれている。

## 前近代文学
中村真一郎は、江戸時代の洒落本・黄表紙・滑稽本などは通俗ものであり、たまたまその当時純文学らしいもの（当時の純文学は韻文である）がなかったため『日本古典文学全集』などに入っており、もし近代の作品を同じ基準で入れたなら、近代文学史は厖大な量の通俗小説で埋まってしまうだろうと書いている（『日本古典文学大系　狭衣物語』月報）。また平安朝物語の末流として、鎌倉時代物語、室町時代物語と総称される、亜流的物語は多数作られており、これらも大衆文学の源流と言える。佐藤春夫は1968年9月の『三田文学』で、昔の飴売りの爺さんが頼山陽の『日本外史』を読んでいたのが大衆文学の鼻祖と言えると述べている。（奥野信太郎、柴田錬三郎との鼎談「閑談・中国文学」）

## 西洋文学

### 源流
西洋にはルネサンス期から書かれ続けた厖大な大衆小説が存在する。中世ヨーロッパではロマンスと呼ばれる冒険物語や騎士道物語が広く読まれており、ケルト人の民間伝承だったアーサー王について12世紀以降に韻文、散文の物語として書かれて、広くヨーロッパに広まった。12世紀には（従来のラテン語でなく）フランス語で書かれた読み物も書かれ始め、筆写が盛んに行われて本が広まっていくようになる。13世紀には寓意的な「薔薇物語」が大流行し、動物叙事詩「狐物語」がヨーロッパ各地に広まり、ファブリオーと呼ばれるユーモラスな小話が多く書かれた。スペインで13世紀頃に成立した「アマディス・デ・ガウラ」は人気を呼び、類似の「英国のパルメラン」「ギリシャのベリアヌス」「森のパルテのペクス」などのロマンスが書かれた。
14世紀イタリアではノヴェッラ（新奇な物語）が生まれ、ボッカッチョ「デカメロン」がある。15世紀に印刷術が広まり、騎士道物語のパロディー的なラブレー「ガルガンチュワとパンタグリュエル」が広く読まれ、16世紀イタリアではピカレスク（悪漢小説）が読まれた。
16世紀以降、行商人の中に、武勇談、滑稽譚や中世の小説の翻案などを含む、本の行商を専門にする者が現れ、17世紀フランスではトロワ地方で作られた青い表紙のものが広まり「青表紙本」と呼ばれた。18世紀末からは貸本屋も生まれ、女性、奉公人、職人といった読者を集めた。イギリスでも17世紀頃からチャップ・ブックと呼ばれる大衆向けの簡素な本が登場し、小説以外にも旅行ガイドなど様々なものが扱われた。その後、コーヒーハウス向けの刊行物や、貸出し図書館(en:Lending library)がイギリス、ついでフランス、ドイツでも普及したことで、高価な単行本を購入できない庶民も手頃な金額で本を読めるようになった。18世紀末頃における貸出し図書館の人気作品としては『トム・ジョウンズ』『アミーリア』『ダフニスとクロエ』『ファニー・ヒル』『ジョゼフ・アンドリュース』などがあった。

### 近代以降
欧米では19世紀に同時的に大衆向けの出版業が栄えた。

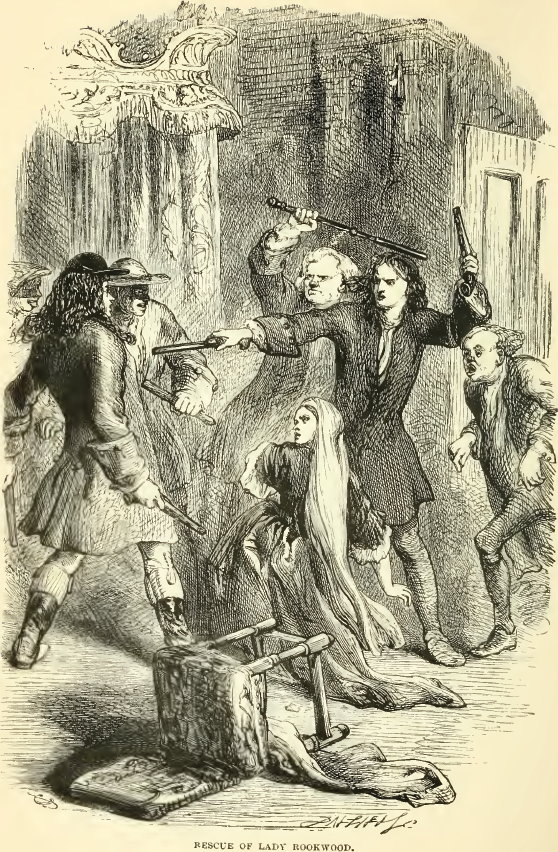
ディック・ターピンの登場するハリスン・アインズワス『ルークウッド』の挿絵

イギリスでは18世紀半ばから始まった産業革命によって生まれた中産階級向けに新聞や定期刊行物が登場し、庶民層に読書という余暇の形態が生まれた。19世紀に入るとさらに鉄道の登場などによって流通網が整備され、出版業が栄えた。この初期にはスコットランドの伝承を始めとした物語を書いたウォルター・スコットによって、歴史小説が大きな分野として確立する。またコールリッジやバイロンなどのロマン主義作家が想像力を重視した作品を作ると同時に、労働者階級の貧困や孤独を生み出した合理主義的精神を打破する文学形式としての妖精譚にチャールズ・ディケンズやサッカレーなども注目するようになり、ジョン・ラスキン『黄金の河の王様』などが書かれ、やがてロード・ダンセイニやデイヴィッド・リンゼイなどのモダン・ファンタジーが生まれるようになった。エリファス・レヴィらによるオカルティズムの流行によって、シェリダン・レ・ファニュやウィルキー・コリンズなど多くの怪奇小説も生み出された。
当時のイギリスにおける小説の出版形態は、雑誌などの定期刊行物に連載され、完結後に改めてまとめられて書籍で発行されるものと、トリプル・デッカーと呼ばれる長編作品を最初から全3巻に分冊してまとめて刊行する形態が主流であった。前者の場合は1話ごとの価格は比較的安く庶民でも購入できたのに対し、後者の価格は庶民が買うには高く、もっぱら出版社や著者は貸出し図書館や貸本屋に本を売り、庶民は会員費を払ってそれを借りて読むのが一般的だった。前者の連載形態の代表がディケンズであり、後者の形態で出版されたものとして今日に知られる作品としてはメアリー・シェリーのゴシック小説『フランケンシュタイン』がある。ディケンズの作品は貧民層や庶民層を題材とし、大衆に人気を博した。また、ディケンズのような正当な小説家の作品よりもさらに安い価格で登場した定期刊行物が「ペニー・ドレッドフル」であった。犯罪者などを主人公として扱う内容は低俗なものであり、中には人気作のパロディやもっとあからさまな剽窃作品もあったが、これも広く大衆人気を集め、数年単位で長期連載されたものも少なくなかった。18世紀に実在したハイウェイマン（追い剥ぎ）であるディック・ターピンを主人公とした悪漢小説的なハリスン・アインズワス『ブラック・ベス』は大きな人気を誇り、完結までに2000ページを超えた。『吸血鬼ヴァーニー』は後のフィクションの吸血鬼の設定に大きな影響を与え、『真珠の首飾り』の主人公である殺人鬼の理髪師スウィーニー・トッドは現代でもミュージカルや映画に翻案されている。こうした作品群は犯罪を助長するものとして社会問題化されたが、1890年代に新聞王アルフレッド・ハームズワースが商業的に駆逐に乗り出すまで残り続けた。19世紀末に入るとR.L.スティーヴンソン『宝島』、H.R.ハガード『ソロモン王の洞窟』、アーサー・コナン・ドイルのシャーロック・ホームズシリーズ、『勇将ジェラールの回想』などの冒険小説、騎士道小説が人気を集める。歴史小説でも、スタンリー・ウェイマン、ラファエル・サバチニがすぐれた作品を送り込み、ゴシック小説の流れも途絶えることはなく、1897年には現代における吸血鬼のイメージを確立したブラム・ストーカーの怪奇小説『吸血鬼ドラキュラ』が出版されている。
フランスでは、フランス革命後にパリに出て来た貧困な青年たちは、印刷物の低価格化による読者層の増大にともない、小説によって収入を得る道を得て、通俗文学が生まれる。革命から19世紀初めには多くの恋愛小説や、書簡体小説、歴史小説、暗黒小説といった作品が見られ、人気作家ポール・ド・コックの新作が出ると本屋を襲撃せんばかりに客が押し寄せたと言われている。1836年に創刊『ラ・プレス』紙を始めとして、新聞連載小説（ロマン・フィユトン）で多くの大衆文学が書かれるようになり、アレクサンドル・デュマの作品は絶大な人気を持ち、ミュルジュ『ボヘミアン生活の諸場面』、シャンフルーリ『モランシャールの町の人々』、デルヴォ『パリの裏面』『二月革命史』などが人気を集めた。1850年には、フランス政府が一般新聞に連載する小説に1サンチームの税を課すなどの弾圧も加えられた。また鉄道網の広まりから、駅の売店で販売されるようになった本にも、大衆的な小説が取り入れられるようになる。これら通俗文学の流れは、エミール・ゾラらの民衆文学に引き継がれる。またフランソワ・ヴィドック『ヴィドック回想録』、ウージェーヌ・シュー『パリの秘密』など犯罪や探偵の要素が入り込んだ作品が後の探偵小説の発生に影響を与えた。1857年から連載が始まったポンソン・デュ・テラールの『ロカンボル』は、主人公が幾度も登場（復活）するシリーズ作品の嚆矢となる。また1870年代にはフォルチュネ・デュ・ボアゴベイの歴史小説や探偵小説が人気を博する。それら通俗小説の一部は翻訳や翻案という形で日本の大衆小説にも影響を与えた。シャーロック・ホームズの影響により、20世紀に入るとモーリス・ルブランのアルセーヌ・ルパンシリーズや、ガストン・ルルーのルールタビーユシリーズといったヒーロー小説も生まれた。

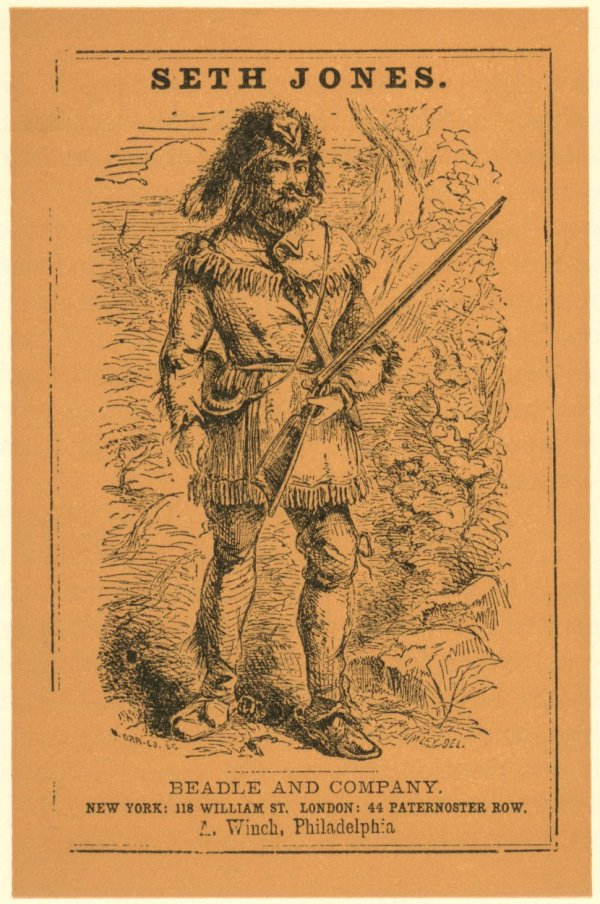
ダイムノヴェルとして刊行されたエドワード・L.ウィーラー『セス・ジョーンズ』表紙

アメリカでは、ジェイムズ・フェニモア・クーパーの、建国時代を舞台にした「皮脚絆物語」を始めとする冒険物語はアメリカ国民に広く読まれ、またその後の西部劇の源泉ともされている。1830年代には「ストーリー・ペーパー」と呼ばれる8ページの週刊物語新聞、1840年代になると週刊新聞『ニューワールド』紙の特別版などが人気を博した。その後鉛版印刷術、電気製版術といった印刷技術の発達により安価な出版が可能となり、1860年代に「ダイムノヴェル」と呼ばれる、10セント（1ダイム）で128ページの小型版のアメリカ人作家による読み切り小説のシリーズ、続いて同種の様々なシリーズが刊行された。それらの物語は、冒険小説、ウェスタン小説、家庭小説、恋愛小説、探偵小説、SF小説などであり、従来の小説の読者層である上流・中流階級だけでなく、労働者階級や少年少女層にも読者を大きく広げた。ダイムノヴェルの初期にもっとも売れた作品として、アン・S.スティーヴンズ『マラエスカ 白人ハンターとインディアン妻』(1860)、エドワード・S.エリス『セス・ジョーンズ フロンティアの捕虜』(1860)などがあり、エドワード・L.ウィーラー(Edward Lytton Wheeler)の描いたアウトローのヒーローデッドウッド・ディックと男装のヒロインカラミティ・ジェーンのシリーズも人気を得た。こうしたダイムノヴェルの人気作はイギリスに輸出され、先に挙げた「ペニー・ドレッドフル」の形態で出版されたものもあった。ジョン・ラッセル・コリエルが1886年に創造した探偵ニック・カーターは、多くの作家によって書き継がれて「アメリカのシャーロックームズ」とも呼ばれる。また1892年から出版された　ルイス・P.セレナンズのフランク・リード・ライブラリーは世界最初のSFシリーズとされ、スティームマン（蒸気機関人間）や電気飛行船などの科学技術を駆使して世界中に冒険旅行に出かける物語だった。また一方でこれらは低俗な読み物という評価も受けた。アメリカでの雑誌はスリック・マガジンと呼ばれる総合誌が主流だったが、『アーゴシー』が1896年に娯楽小説専門誌として、粗末なザラ紙を使ったパルプ・マガジンとなってからは、分野ごとに特化したパルプ・マガジンの専門誌が次々と生まれた。
20世紀に入るとドイツでもリオン・フォイヒトヴァンガーが知識階級から大衆まで人気を得た世界的ベストセラーになった。映画の流行とともに、上映と並行して小説が発売される「シネロマン」という形態も生まれた。
第一次世界大戦後のヨーロッパではミステリ小説、ピカレスク小説、「外套と短剣(Cloak and Dagger)」や恋愛小説がマスコミの発達とともに量産された。ホール・ケインなどによる、恋愛や家庭的事件を扱った問題小説(problem story)という分野は女性に人気を持ち、Sugar coated problem storyとも呼ばれた。エドガー・ウォレスの探偵小説は非常な人気を得たが、その多作ぶりのためバーナード・ショーには"Cheap Literature"、共産党の新聞からは"Shocker"といった悪評も受けた。

## 大衆文学研究
日夏耿之介は「明治煽情文芸概論」で、大衆文学（ポピュラー・リテラチュア）に「民衆的なるもの」「民情に媚態を呈したもの」の二様があると述べ、その分類を冒険小説、探偵小説、伝奇小説、家庭小説、政治小説としてみせた。木村毅『大衆文学とジャーナリズム』(1931)、『大衆文学十六講』(1933)、千葉亀雄、中谷博『早稲田精神』(1940)、伊集院斉『大衆文学論』(1942)などの研究書も現れ、1932年から1934年に吉川英治が、それまで大衆文学批評と言えるものが無かったという認識のもの、大衆文学研究誌『衆文』を発行。笹本寅の『大衆作家列伝』連載、佐々木味津三、直木三十五の追悼号、夢野久作、三角寛などの小説が掲載された。また三田村鳶魚『大衆文芸評判記』(1933)では、時代考証の立場から当時の人気作品に厳しい批判が加えられた。
桑原武夫は、（すぐれた文学に比して通俗文学は）「価値については再生産的、精神については温存的、性格は観念的」であるとし、また大衆文学の発生は第一次世界大戦後の民衆の生活水準の向上にともなって多数の読者層が生じたことで、出版資本が文学の通俗化をはかって新読者層を獲得しようとし、商業主義化したことによるものであり、また職業的文学者の発生が作家にとって、新しい読者層である勤労者を意識せざるを得なくなったこととし、日本における大衆文学の流行の理由として「大衆文学には『人生いかに生くべきか』にこたえる面があったこと」「大衆文学の封建的イデオロギーが民衆にアッピールしたこと」などを挙げている。
1956年に講談倶楽部賞受賞者などによる同人誌『小説会議』が生まれ、これに伊藤桂一に勧められて尾崎秀樹が大衆文学論を書き始めた。尾崎は続いて1961年に、武蔵野次郎らと大衆文学研究会を設立し、雑誌『大衆文学研究』を発行、創刊号で、白井喬二はエッセイを寄稿し、大衆文学は「文学の主権在民」をめざしてスタートし、「文学の因習打破」が根本命題であると述べ、司馬遼太郎は「土佐ノ稲荷の桜のイノチそのものに眼をむけて文学の重心をそこに鎮めてゆく」のが純文学、「そこから離れて、花をみる大衆の条件にあわせて書く」のが大衆文学であると書いた。
フランスの大衆小説は、過去には下位文学(sous-littérature)、インフラ文学(infra-littérature)、マス文学(littérature de masse)などの名で呼ばれ、1960年代以降には二次文学(paralittérature)、別類文学(autre-littérature)といった概念を用いて体系化が試みられた。1980年代以降、大衆小説研究誌『Le Tapis-franc』『ロカンボル(Le Rocanbole)』などで研究がなされている。

## 主な日本の大衆文学賞
- サンデー毎日大衆文芸賞
- 直木賞
- 山本周五郎賞
- 吉川英治文学賞・吉川英治文学新人賞
- 柴田錬三郎賞